# Carl Eduard Oppermann
Carl Eduard Oppermann (* 14. Februar 1811 in Magdeburg; † im 19. Jahrhundert) war ein deutscher Verwaltungsjurist und Politiker.

## Leben
Oppermann war der Sohn des Adjoint bei der Mairie Magdeburg Georg Werner Albrecht Oppermann und dessen Ehefrau Louise Sophie Christine (Justine) geborene Schmaling. Oppermann war evangelischer Konfession.
Oppermann besuchte 1821 bis 1830 das Pädagogium des Klosters Unserer Lieben Frauen in Magdeburg und legte 1830 das Abitur ab. Als untauglich für das Militär gemustert studierte er 1830 bis 1831 in Göttingen, 1831 in Berlin und 1831 bis 1833 in Halle Rechtswissenschaften. 1833 wurde er Auskulator, 1835 legte er die Referendarprüfung und 1839 die Assessorprüfung ab. Danach war er Oberlandesgerichtsassessor in Magdeburg und als solcher ab dem 13. Oktober 1839 in Stendal bei der Generalkommission und ab dem 26. März 1841 als Spezialkommissar in Zeitz eingesetzt. Am 11. Februar 1844 kehrte er zur Generalkommission in Stendal zurück. 1846 wurde er Regierungsassessor und 1847 Regierungsrat und Justiziar bei der Finanzabteilung der Regierung in Merseburg. 1852 wurde er zunächst Hilfsarbeiter, dann Geheimer Regierungsrat und vortragender Rat im Landwirtschaftsministerium in Berlin. Er war auch Mitglied der Zentralkommission für die Angelegenheiten der Rentenbanken. 1861 wurde er Geheimer Oberregierungsrat und 1868/69 Präsident des Revisionskollegiums für Landeskultursachen in Berlin (ab 1880 trug dies den Namen Oberlandeskulturgericht) und trat 1881 in den Ruhestand.
1850 gehörte er dem Volkshaus des Erfurter Unionsparlaments an. 1849 bis 1858 war er Mitglied der II. preußischen Kammer bzw. des Preußischen Abgeordnetenhauses.

## Auszeichnungen
- Roter Adlerorden II. Klasse mit Eichenlaub (27. Juni 1881)
- Komtur des Königlichen Hausordens von Hohenzollern (19. Juli 1856)
- Ritterkreuz des Sankt-Olav-Orden (1866)
- Komturkreuz des Wasaorden (1868)
- Sankt-Stanislaus-Orden mit Stern.